# San Mateo Yucutindó
San Mateo Yucutindó es un  municipio en el estado de Oaxaca.Yucutindó está a 1242 metros de altitud. Es un municipio que sólo hablan español  no se habla ninguna lengua indígena  

## Geografía
Está ubicada a 16° 26' 27.6" latitud norte y 97° 17' 25.08" longitud oeste.

## Población
Según el censo de población de INEGI del 2010: la comunidad cuenta con una población total de 655 habitantes, de los cuales 348 son mujeres y 307 son hombres. Del total de la población 0 personas hablan alguna lengua indígena.

## Ocupación
El total de la población económicamente activa es de 204 habitantes, de los cuales 155 son hombres y 49 son mujeres.